# Gorzysław (imię)
Gorzysław, Gorsław – staropolskie imię męskie. Składa się z członu Gorzy- („goreć, palić się”) i -sław („sława”). Mogło zatem oznaczać „ten, czyja sława goreje, świeci” lub in. Jego formę pochodną mogło stanowić m.in. imię Gosław.
Gorzysław imieniny obchodzi 9 lutego.